# Кахішо Дікхалой
Кахішо Евіденсе Дікхалой (англ. Kagisho Dikgacoi, нар. 24 листопада 1984, Брендфорт, ПАР) — південноафриканський футболіст, півзахисник «Крістал Пелес» та національної збірної ПАР.

## Клубна кар'єра
Кахішо Дікхалой виступав за місцеві команди своєї провінції, а згодом його запросили до команди нижчої південно-африканської ліги «Блумфонтейн Янґ Тайґерс». У цьому ж таки 2005 році він перейшов до вищої за класом та відомої команди «Ґолден Ерровз», в якій він себе дуже вдало зарекомендував і став основним гравцем. Тому в 2009 році Кахішо запримітили скаути з європейських клубів, а згодом він був запрошений до лондонського «Фулгема».
Учасник фінальної частини 19-го Чемпіонату світу з футболу 2010 в Південно-Африканській Республіці.